# فادي السلامين
فادي السلامين ناشط سياسي فلسطيني ومهتم في العلاقات الدولية والاقتصاد ورئيس حملة ترشيح مروان البرغوثي للرئاسة، ورئيس مشروع الأمن القومي الفلسطيني.

## السيرة الذاتية
فادي السلامين هو معلق سياسي، وكاتب مقالات رأي، ومدون، وقيادي شبابي، ومتحدث اعلامي عن القضية الفلسطينية والاحتلال الإسرائيلي. وهو أيضا رئيس حملة ترشيح مروان البرغوثي للرئاسة ورئيس مشروع الامن القومي الفلسطيني، الذي هو مركز مركز دراسات استراتيجي يهدف إلى وضع رؤية واستراتيجية للأمن القومي الفلسطيني. السلامين هو أيضا مفكر وباحث بدرجة زميل مساعد في “مشروع الأمن الأمريكي” الذي هو مركز دراسات استراتيجي في العاصمة الأمريكية واشنطن يهدف إلى وضع رؤية للأمن القومي الأمريكي واستراتيجية للقرن الحادي والعشرين. والسلامين أيضا زميل في برنامج الإستراتيجية الأمريكية التابع لمؤسسة” أمريكا الجديدة” وهي هيئة غير حزبية ممولة من شركة جوجل، معنية بالسياسة العامة وتستثمر في المفكرين الجدد والأفكار الجديدة لمعالجة التحديات الجديدة التي تواجه الولايات المتحدة والعالم. ويستند هذان المركزان على إنتاج دراسات ومناقشة أكبر مفكري السياسة والاقتصاد على مستوى العالم حيث يشارك السلامين في كثير من هذه النقاشات بأفكاره وكتاباته المتعلقة بالدفاع عن القضية الفلسطينية وتفنيد الادعائات الإسرائيلية ضد الشعب الفلسطيني. وقد عمل السلامين كمدير عام لموقع “بلاسيتن نوت”. قبل ذلك، شغل منصب مدير التطوير المؤسسي في مؤسسة “فريق العمل الأمريكي من أجل فلسطين” (ATFP) حيث أسس دائرة تنمية من خلال تأمين المنحة الأولى للمنظمة. وقد قامت المنظمة بعمل مشاريع خيريه تعليمية عديدة بالتعاون مع السلطة الفلسطينية. عمل السلامين كمستشار البرامج في “مجموعة إيماجنيشن” حيث كان يعمل مع فريق من خبراء الاقتصاد والشباب التنمية الدوليين لتصميم استراتيجيات استثمار للشباب في منطقتي الشرق الأوسط وأمريكا الجنوبية. يتقن فادي السلامين العربية والعبرية والإنجليزية والفرنسية ولغة الماندرين الصينية وهو خريج جامعة جونز هوبكنز للعلاقات الدولية والاقتصاد تخصص دراسات صينية.

## العمل السياسي
انخرط السلامين في العمل السياسي منذ صغره. ومنذ عام 1998، يشارك السلامين في منظمة “بذور السلام” الدولية عن طريق إلقاء المحاضرات في العديد من مؤتمرات تتعلق بالقيادة والشباب في الشرق الأوسط، وحل النزاعات، والتطرف. وقد تم اختياره للمشاركة في هذه المنظمة من قبل الرئيس الفلسطيني الراحل ياسر عرفات. وقد دعي السلامين شخصيا من قبل الرئيس الأمريكي بيل كلينتون لحضور “مبادرة كلينتون العالمية” في عام 2005، وساعد في الحصول على التزام لمبادرة التأمين ضد المخاطر السياسية لتشجيع الاستثمار في قطاع غزة بعد الانسحاب الإسرائيلي في ذلك الوقت. السلامين هو عضو في منظمة غير حزبية من الشباب الفلسطينيين تدعو إلى الإصلاح في الأراضي الفلسطينية بطريقة غير عنيفة. يدعو السلامين أيضا إلى استخدام التكنولوجيا الخضراء لمقاومة الاحتلال والاستيطان الإسرائيلي.

## العمل المهني
السلامين هو مدير مجموعة YCF والتي هي شركة ذات مسؤولية محدودة، وهو يشارك في العديد من استثمارات الشركة من ضمنها ” YCF البحرية” والتي هي شركة خدمات شحن عالمية رائدة. وفي “YCF البحرية” يشغل السلامين منصب نائب رئيس أول في قسم العلاقات الحكومية لشركة LISCR والتي هي الشركة التي تدير “السجل الليبيري” الذي يعد واحد من أكبر سجلات السفن في العالم، وأيضا يعتبر سلطة قضائية للشركات. ومع نحو 4000 سفينة من قدرات النقل الإجمالية التي تتجاوز 150 مليون طن من الحمولة، يمثل السجل الليبيري 13٪ من جميع أنحاء اسطول المحيط المتحركة في العالم. 
وفي شركة ” YCF الزراعية” يعمل السلامين على مشاريع E-Chicks و E-Feed والصناعات الغذائية، ويعمل مع شركات توزيع غذائية في أثيوبيا. ولدى السلامين خبرة واسعة في هيكلة الاستثمارات وزيادة رأس المال من مستثمرين من القطاع الخاص، والصناديق السيادية، والمقرضين المتعددين الأطراف لمجموعة متنوعة من مشاريع التنمية عبر العديد من الأسواق الناشئة.

## وصلات خارجية
- الموقع الإلكتروني
- الجزيرة الأمريكية حديث فادي السلامين
- الضميري يتهجم على الناشط السياسي فادي السلامين
- شبكة فلسطين للأنباء الناشط الفلسطيني فادي السلامين يفضح أكاذيب افيخاي ادرعي